# 兵庫県道481号相川下清水線
兵庫県道481号相川下清水線（ひょうごけんどう481ごう あいかわしもしみずせん）は、兵庫県洲本市を通る一般県道である。

## 概要
洲本市相川組から洲本市本町8丁目に至る。路線名にある下清水は起点の旧町名（下清水町）に由来する。
洲本市役所上灘出張所付近【北緯34度15分8.9秒 東経134度53分58.05秒 / 北緯34.252472度 東経134.8994583度】から山竹牧場の南までの開通部は自動車が走行できないほど道幅が狭く、諭鶴羽山地内の山竹牧場の南【北緯34度15分53.1秒 東経134度52分35.6秒 / 北緯34.264750度 東経134.876556度】から山竹牧場【北緯34度15分53.98秒 東経134度52分33.17秒 / 北緯34.2649944度 東経134.8758806度】まで未開通、同牧場の北【北緯34度16分11.8秒 東経134度52分31.4秒 / 北緯34.269944度 東経134.875389度】にはゲートがあるため、ゲートより南（山竹牧場）側へは牧場関係者以外通行が出来ない。自動車走行可能な区間でも大半が狭隘道路となっている。

### 路線データ
- 起点：洲本市相川組（兵庫県道76号洲本灘賀集線交点）
- 終点：洲本市本町8丁目（兵庫県道473号広田洲本線交点）
- 総延長：15.524 km
- 通過点：千草丙・千草丁・千草己・千草庚・上物部
- 事前通行規制区間[1]：相川組 - 千草丙

## 歴史
- 1959年（昭和34年）10月6日 兵庫県告示第692号により一般県道相川下清水線に指定される。

## 地理

### 通過する自治体
- 洲本市

### 交差する道路
| 交差する道路                                           | 交差する場所 | 交差する場所 |
| ------------------------------------------------------ | ------------ | ------------ |
| 兵庫県道76号洲本灘賀集線                               | 相川組       | 起点         |
| 兵庫県道473号広田洲本線 兵庫県道534号畑田組栄町線 重複 | 本町8丁目    | 終点         |

### 沿線
- 上灘会館
- 洲本市役所上灘出張所
- 上灘簡易郵便局
- 山竹牧場
- 猪鼻ダム
- 猪鼻谷フォレストパーク23
- 猪鼻公会堂
- 千草たちばなプラス
- 洲本警察署 千草駐在所
- 兵庫県立あわじ特別支援学校
- 兵庫県立洲本高等学校
- 洲本市立洲本第三小学校